# Мюррей, Эндрю (пастор)
Эндрю Мюррей (англ. Andrew Murray; 9 мая 1828, Храфф-Рейнет — 18 января 1917) — южноафриканский религиозный деятель, пастор, педагог и религиозный писатель.
Родился в Храфф-Рейнете в семье миссионера голландской реформатской церкви, посланного в Южную Африку из Шотландии. Предками его матери были французские гугеноты и немецкие лютеране. Первоначальное образование вместе со своим старшим братом Джоном он получил в Абердине, Шотландия. Получив степень в 1845 году, они оба поступили в Утрехтский университет в Нидерландах, где изучали богословие. 9 мая 1848 года они были рукоположены в священники в Гааге и вернулись в Южную Африку. 2 июля 1856 года Эндрю Мюррей женился на Эмме Резерфорд, в браке с которой имел четырёх сыновей и четырёх дочерей.
Служил пастором в Блумфонтейне, Вустере, Кейптауне, Веллингтоне. С 1860 года активно проповедовал ривайвелизм. В 1889 году стал одним из основателей Главной южноафриканской миссии (SAGM). За свою жизнь написал более 240 богословских трудов и считается одним из крупнейших религиозных деятелей ЮАР.